# Lijst van nationale parken in Ivoorkust
Hieronder volgt een lijst van nationale parken in Ivoorkust.
Behalve de nationale parken zijn er ook andere natuurreservaten (Mont Nimba,...).
Twee nationale parken (Nationaal park Comoé en Nationaal park Taï) staan op de Unesco-Werelderfgoedlijst.
| Nationaal park              | Stichtingsjaar | Oppervlakte (km2) | Foto |
| --------------------------- | -------------- | ----------------- | ---- |
| Nationaal park Assagny      | 1981           | 194               |      |
| Nationaal park Banco        | 1953           | 34                |      |
| Nationaal park Comoé        | 1983           | 11500             |      |
| Nationaal park Îles Éhotilé | 1974           | 105               |      |
| Nationaal park Marahoué     | 1968           | 1000              |      |
| Nationaal park Mont Péko    | 1968           | 340               |      |
| Nationaal park Mont Sangbé  | 1976           | 975               |      |
| Nationaal park Taï          | 1972           | 3300              |      |